# NGC 3571
NGC 3571 (NGC 3544)  je prečkasta spiralna galaktika u zviježđu Peharu. Naknadno je utvrđeno da je NGC 3544 ista galaktika.

## Vanjske poveznice
- (eng.) SEDS: NGC 3571
- (eng.) Revidirani Novi opći katalog
- (eng.) Izvangalaktička baza podataka NASA-e i IPAC-a
- (eng.) Astronomska baza podataka SIMBAD
- (eng.) VizieR